# ترنس‌ایر (کارگو)
ترنس‌ایر (به انگلیسی: Transair) یک شرکت هواپیمایی با کد یاتا KH است که در ۱۹۸۲ میلادی تأسیس شده‌است. دفتر مرکزی ترنس‌ایر در هونولولو، هاوایی، ایالات متحده آمریکا واقع شده‌است و به ۵ مقصد، پرواز انجام می‌دهد.